# 小行星7838
小行星7838（7838 Feliceierman）是一颗绕太阳运转的小行星，为主小行星带小行星。该小行星于1993年11月16日发现。

## 轨道参数
小行星7838的轨道半长轴为3.1426399 UA，离心率为0.067。